# Charlotte Amélie de La Trémoille
Charlotte Amélie de La Trémoille (* 3. Januar 1652 in Thouars; † 21. Januar 1732 in Utrecht) war eine französische Aristokratin und Memoirenschreiberin. Sie war eine Hofdame von Charlotte Amalie von Hessen-Kassel, Königin von Dänemark und Norwegen als Ehefrau des Königs Christian V., und ist als Favoritin und Vertraute der Königin bekannt.

## Leben
Charlotte Amélie de La Trémoille war die Tochter von Henri Charles de La Trémoille, Fürst von Tarent und Talmont (1620–1676) und Emilie von Hessen-Kassel (1626–1693), somit eine Cousine der dänischen Königin. Sie wurde in Frankreich von ihrer Großmutter Marie de la Tour d’Auvergne  calvinistisch erzogen. Nach deren Tod 1665 emigrierte sie in die Niederlande, um zu vermeiden, von ihrem Onkel zum Katholizismus gezwungen zu werden, kehrte aber 1668 wieder zurück. Ihr Vater konvertierte 1670 und forderte seine Familie auf, dasselbe zu tun, was Charlotte Amélie aber ablehnte.
1672 hörte Charlotte Amalie von Hessen-Kassel von den religiösen Schwierigkeiten ihrer Cousine und schlug ihr vor, an den dänischen Hof zu kommen und ihre Ehrendame zu werden. Charlotte Amélie de La Trémoille und ihre Mutter reisten nach Kopenhagen ab, nachdem Ludwig XIV. sein Erlaubnis gegeben hatte. Anfangs hatte sie Probleme, sich an das dänische Hofleben anzupassen, wo Deutsch gesprochen wurde, avancierte aber schnell zur beliebtesten Ehrendame der Königin. Sie wird als fromm, aber auch wagemutig und avantgardistisch beschrieben.
Am 29. Mai 1680 heiratete sie den Grafen Anton I. von Aldenburg (1633–1680), was ihrem Ehemann eine Verbindung zum französischen König einbrachte. Die Ehe wurde von Christian V. und seiner Mutter Sophie Amalie von Braunschweig-Calenberg genehmigt, aber von der Königin abgelehnt, da Aldenburg einer ihr feindlich gesinnten Hoffraktion angehörte; sie sagte zu Charlotte-Amélie de La Trémoille, sie, die Königin, hoffe, dass sie, ihre Hofdame, bald Witwe sei. Nach der Hochzeit reiste Charlotte Amélie de La Trémoille nach Oldenburg ab, wo ihr Ehemann Statthalter des dänischen Königs war.
Tatsächlich wurde sie nach nur fünf Monaten Ehe Witwe (27. Oktober 1680), bekam aber im Jahr darauf, am 26. Mai 1681, einen Sohn, Anton II. von Aldenburg, und musste für den Rest ihres Lebens einen langen und andauernden Konflikt mit den Verwandten ihres Ehemanns führen, um das Erbrecht ihres Sohnes aber auch ihre eigene Machtposition als Vormund und geschäftsführende (vormundschaftliche) Regentin zu schützen. Während des Rechtsstreits reiste sie mehrmals an den dänischen Hof, um Hilfe zu erbitten, aber vergebens, weil der König die Gegenpartei unterstützte, anders als die Königin, die nun wieder auf ihrer Seite stand, sie oft an den Hof einlud und sie auch besuchte. Ab 1706, als Anton II. die Nachfolge antreten konnte, lebte Charlotte Amélie de La Trémoille in Utrecht, wo sie 1732 starb.
Charlotte Amélie de La Trémoille verfasste ihre Memoiren, die für ihren Sohn bestimmt waren, die ihr Leben von 1652 bis 1719 beschreiben, und die sich auf die Menschen, mit denen sie Umgang hatte, sowie den Erbstreit für ihren Sohn konzentrierte. Sie haben am Ende des 19. Jahrhunderts großes Interesse hervorgerufen.

## Werke
- Édouard de Barthelemy (Hrsg.) Mémoires de Charlotte-Amélie de la Trémoille, comtesse d’Altenbourg (1652–1719), 1876, Reprint 2002, ISBN 978-0-54370-179-4